# María Teresa của Tây Ban Nha
María Teresa của Tây Ban Nha, Maria Theresia của Áo hay María Teresa của Áo và Borbón (tiếng Tây Ban Nha: María Teresa de Austria y Borbón; tiếng Pháp: Marie-Thérèse d'Autriche; tiếng Bồ Đào Nha: Maria Teresa da Espanha; tiếng Đức: Maria Theresia von Spanien; tiếng Anh: Maria Theresa of Spain; 10 tháng 9 năm 1638 – 30 tháng 7 năm 1683) là Vương hậu của Vương quốc Pháp thông qua cuộc hôn nhân với Louis XIV của Pháp từ năm 1660 đến 1683. María Teresa sinh ra là Infanta của Tây Ban Nha và Bồ Đào Nha (cho đến năm 1640) và Nữ Đại Vương công Áo, và là thành viên thuộc nhánh Tây Ban Nha của Nhà Habsburg.
Cuộc hôn nhân năm 1660 của María Teresa với anh họ là Quốc vương Louis XIV của Pháp được thực hiện với mục đích chấm dứt cuộc chiến tranh kéo dài giữa Pháp và Tây Ban Nha. Nổi tiếng vì đức hạnh và lòng mộ đạo, María Teresa đã chứng kiến năm trong số sáu người con qua đời khi còn nhỏ, và bà thường được coi là một nhân vật đáng thương trong các tài liệu lịch sử về triều đại của Louis XIV vì thường bị triều đình bỏ bê và bị lu mờ bởi nhiều tình nhân của nhà vua.
María Teresa không có ảnh hưởng chính trị nào trong triều đình hoặc chính phủ Pháp, (trừ một khoảng thời gian ngắn vào năm 1672, khi bà được đặt làm nhiếp chính trong thời gian Louis XIV vắng mặt trong chiến tranh Pháp – Hà Lan). Bà qua đời ở tuổi 44 vì biến chứng từ áp xe cánh tay. Cháu trai của María Teresa là Phillipe, Công tước xứ Anjou được thừa hưởng ngai vàng Tây Ban Nha vào năm 1700 sau cái chết của Carlos II, em trai cùng cha khác mẹ của bà và Chiến tranh Kế vị Tây Ban Nha, thành lập nên chi nhánh của nhà Bourbon tại Tây Ban Nha, vương tộc đã trị vì một cách gián đoạn cho đến ngày nay.

## Tiểu sử

### Đầu đời

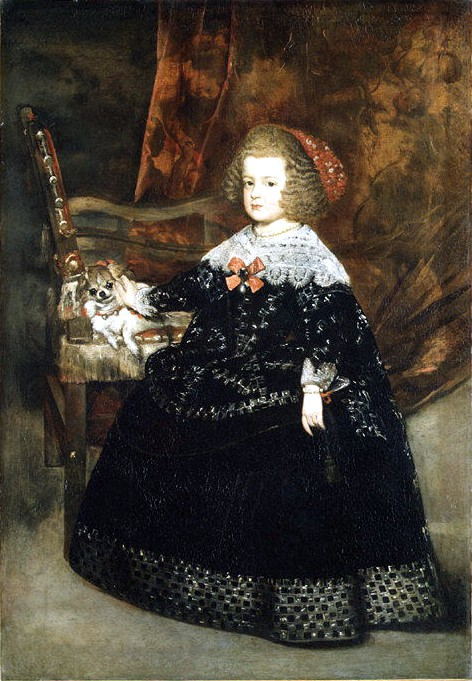
Chân dung của Juan Bautista Martínez del Mazo, k. 1645

Sinh ra tại Tu viện Vương thất El Escorial, María Teresa là con gái của Felipe IV & III và người vợ đầu tiên là Élisabeth của Pháp. Vương nữ được đặt tên theo Thánh Têrêsa, vị thánh mà Élisabeth chọn lựa để bảo vệ con gái mình. Là thành viên của Nhà Áo, María Teresa được quyền sử dụng tước hiệu Nữ Đại vương công Áo. Vương nữ được biết đến tại Tây Ban Nha với tên María Teresa de Austria và tại Pháp với tên Marie-Thérèse d'Autriche.
María Teresa được nuôi dưỡng bởi phó mẫu hoàng gia Luisa Magdalena de Jesus, và việc giáo dục tôn giáo của vương nữ đầu tiên được giao cho Juan de Palma. Sau đó, Cha Vasquez, người được công nhận tại Tây Ban Nha với trình độ học vấn cao và đức hạnh lớn, được giao nhiệm vụ giáo dục tôn giáo cho María Teresa. Vương hậu Élisabeth qua đời khi María Teresa mới sáu tuổi, và vương nữ sau đó trở nên rất thân thiết với mẹ kế là Mariana của Áo, người chỉ hơn María Teresa năm tuổi.
Không giống như Pháp, Tây Ban Nha không có Luật Salic và do đó nữ giới vẫn có thể kế vị. Khi anh trai của María Teresa là Baltasar Carlos qua đời vào năm 1646, vương nữ trở thành người thừa kế hợp pháp của Đế quốc Tây Ban Nha, cho đến khi vương tử Felipe Próspero chào đời vào năm 1657. María Teresa một lần nữa được coi là người thừa kế hợp pháp trong thời gian ngắn từ ngày 1 đến ngày 6 tháng 11 năm 1661, sau cái chết của vương tử Felipe và cho đến khi vương tử Carlos chào đời, người sau đó thừa kế ngai vàng Tây Ban Nha với tên gọi Carlos II.

### Đính hôn và hôn nhân ủy quyền

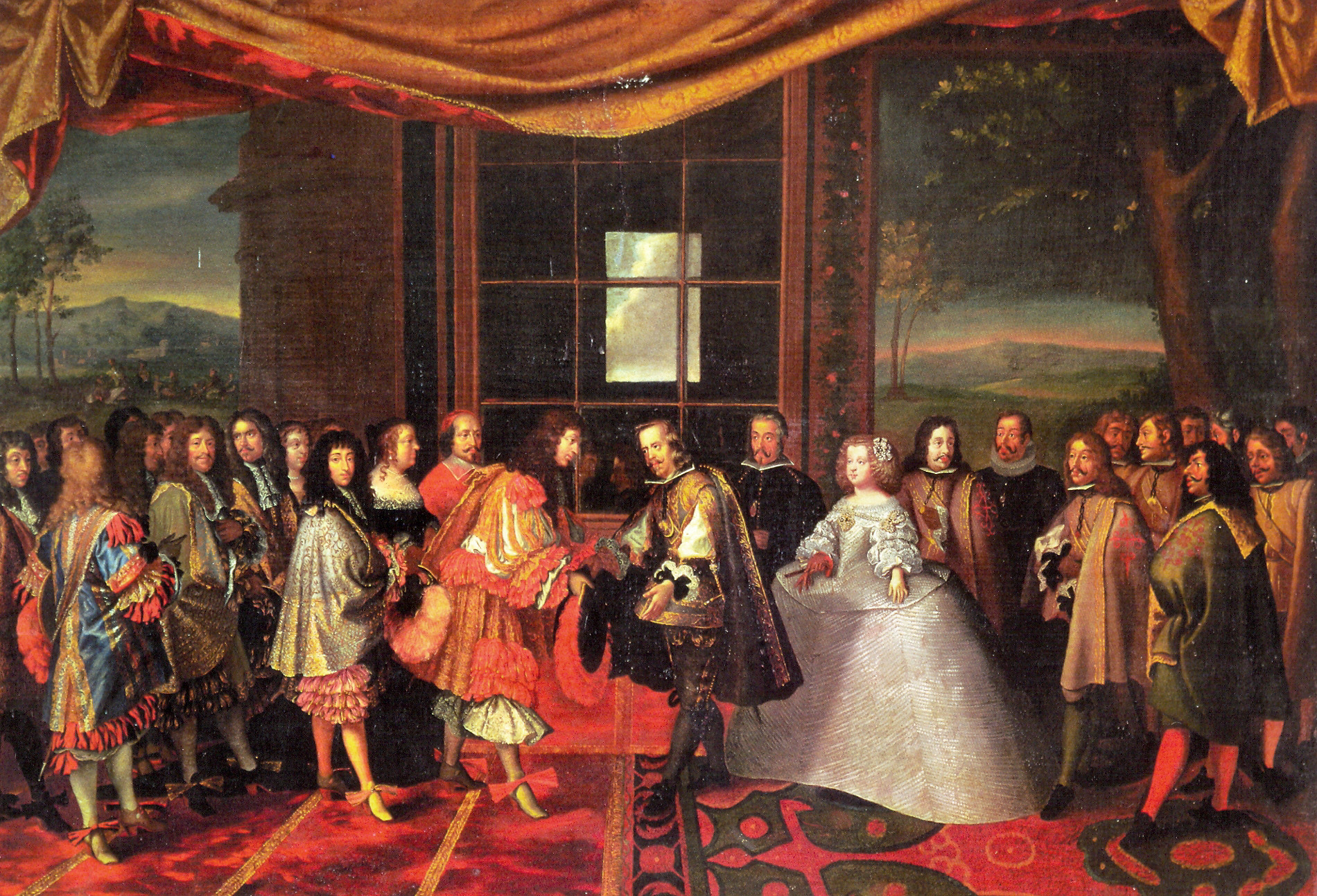
Cuộc gặp gỡ tại Đảo Pheasant, tháng 6 năm 1660; María Teresa được giao cho Pháp và chồng là Louis XIV thông qua đại diện.

Vào năm 1658, khi chiến tranh với Pháp bắt đầu lắng xuống, một liên minh giữa hoàng gia Tây Ban Nha và Pháp đã được đề xuất như một biện pháp đảm bảo hòa bình. María Teresa và Louis XIV là anh em họ, khi cha của Louis XIV là Louis XIII, anh trai của mẹ María Teresa là Élisabeth, trong khi cha bà, Felipe IV là em trai của Ana của Tây Ban Nha, mẹ của Louis XIV. Sự trì hoãn của Tây Ban Nha đã dẫn đến một âm mưu mà trong đó Thủ tướng Pháp là Hồng y Mazarin đã giả vờ tìm kiếm một cuộc hôn nhân cho quốc vương của mình với Margherita Violante của Savoia. Khi Felipe IV của Tây Ban Nha nghe tin về cuộc họp tại Lyon giữa Nhà Pháp và Nhà Savoia vào tháng 11 năm 1658, ông đã tuyên bố về liên minh Pháp-Savoia rằng "điều đó không thể xảy ra và sẽ không xảy ra". Sau đó, Felipe đã cử một phái viên đặc biệt đến triều đình Pháp để mở các cuộc đàm phán về hòa bình và hôn nhân hoàng gia.
Các cuộc đàm phán về hợp đồng hôn nhân vô cùng căng thẳng. Mong muốn ngăn chặn sự hợp nhất của hai quốc gia hoặc vương quyền, đặc biệt là một sự hợp nhất mà Tây Ban Nha sẽ phụ thuộc vào Pháp, các nhà ngoại giao đã tìm cách đưa vào một điều khoản sẽ tước đoạt mọi quyền kế vị Tây Ban Nha của María Teresa và các con của mình. Một hợp đồng hôn nhân cuối cùng đã được sắp xếp vào tháng 11 năm 1659 như một trong những điều khoản của Hiệp ước Pyrenees. Hợp đồng nêu rõ rằng María Teresa phải từ bỏ mọi yêu sách đối với lãnh thổ Tây Ban Nha cho bản thân và tất cả con cháu của mình. Tuy nhiên, Mazarin và Lionne đã đưa ra điều kiện là Tây Ban Nha phải thanh toán đầy đủ của hồi môn là 500.000 écu. Vì Tây Ban Nha trở nên nghèo đói và phá sản sau nhiều thập kỷ chiến tranh, nên vương quốc không có khả năng trả số tiền hồi môn lớn như vậy, và do đó Pháp không bao giờ nhận được số tiền đã thỏa thuận.
Vào ngày 2 tháng 6 năm 1660, María Teresa kết hôn theo ủy quyền với Louis tại Fuenterrabia, với Luis Méndez de Haro đại diện cho chú rể.

### Hôn nhân
Felipe IV và toàn thể triều đình Tây Ban Nha đã tháp tùng María Teresa đến Đảo Pheasant trên biên giới sông Bidassoa, nơi Louis và triều đình gặp vương nữ trong cuộc họp trên Đảo Pheasant vào ngày 7 tháng 6 năm 1660, và sau đó María Teresa đặt chân tới Pháp. Vào ngày 9 tháng 6, lễ cưới được tổ chức tại Saint-Jean-de-Luz tại nhà thờ Thánh Gioan Baotixita mới được xây dựng lại. Sau lễ cưới, Louis muốn động phòng càng nhanh càng tốt.

### Vương hậu nước Pháp

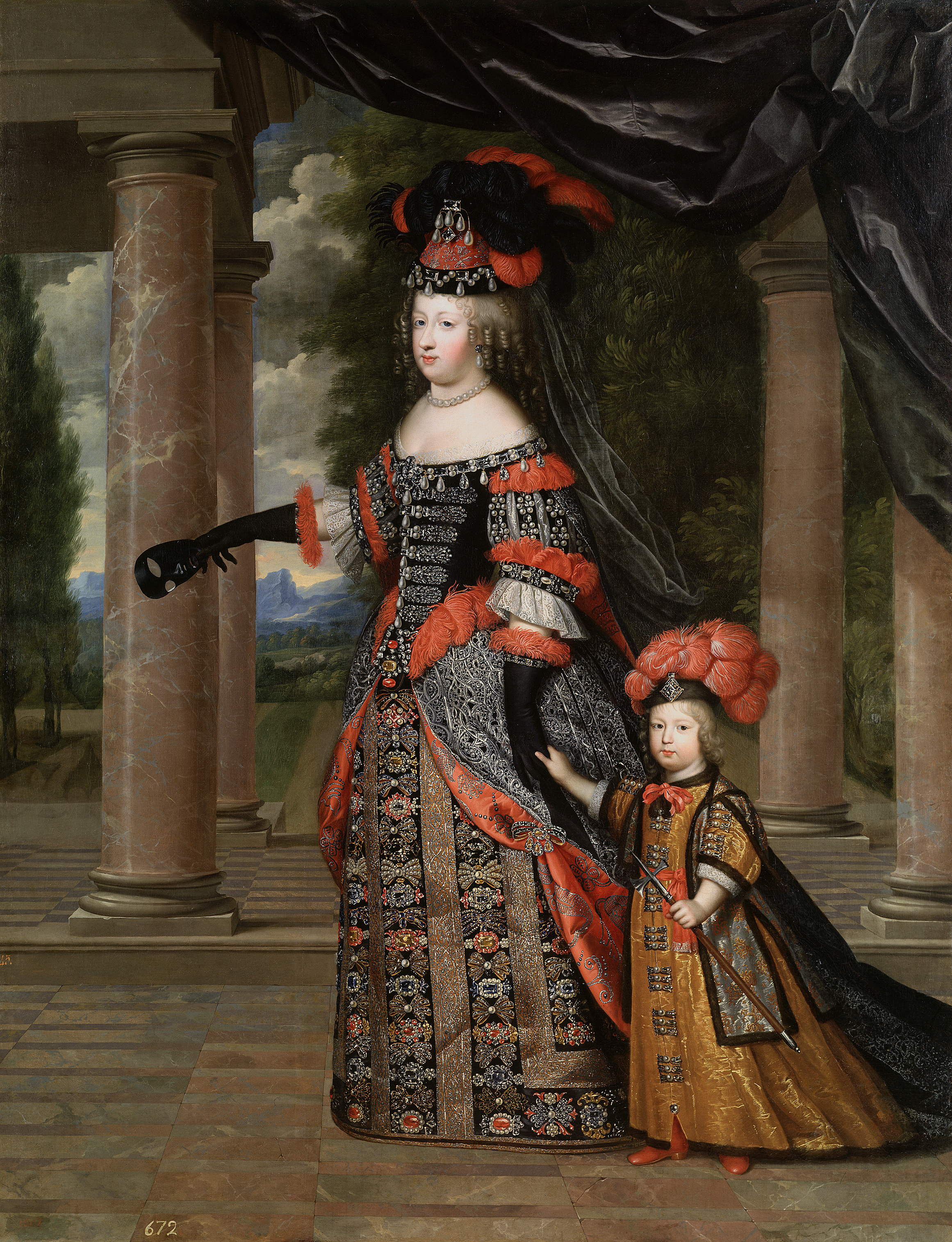
Vương hậu María Teresa và con trai Trữ quân nước Pháp trong trang phục Ba Lan, có niên đại khoảng năm 1663, bởi Charles Beaubrun.

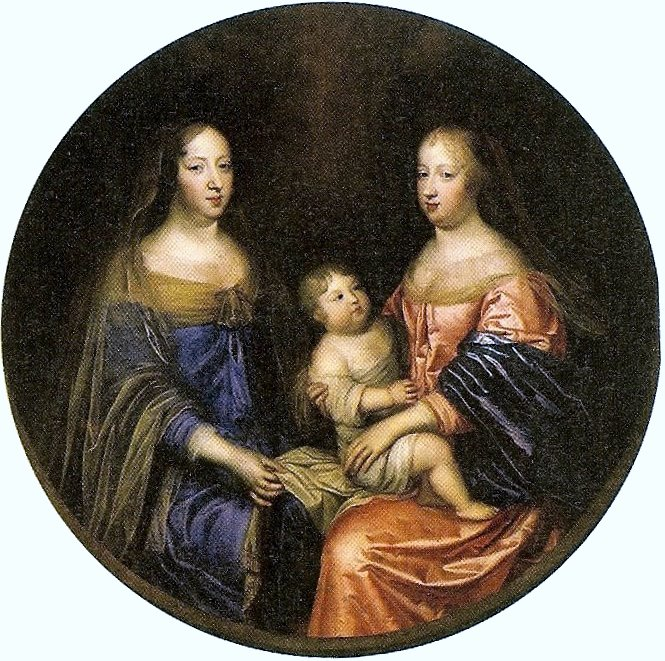
Hai vương hậu nước Pháp là Ana của Tây Ban Nha với cháu gái và con dâu María Teresa đang bế con trai Louis

Vào ngày 26 tháng 8 năm 1660, đôi vợ chồng mới cưới thực hiện nghi lễ nhập thành Paris theo truyền thống. Louis rất tình cảm và quan tâm đến María Teresa, và đã ra lệnh cho Grand Maréchal du Logis rằng "Vương hậu và Nhà vua không bao giờ được tách biệt, bất kể ngôi nhà họ ở có nhỏ đến đâu". Tuy nhiên, lòng tận tụy của Louis với María Teresa không kéo dài được lâu, và ông nhanh chóng theo đuổi người tình mới là Louise de La Vallière.

María Teresa mang thai lần đầu tiên vào đầu năm 1661. Bà hạ sinh Louis, vị Trữ quân được mong đợi từ lâu vào ngày 1 tháng 11 năm 1661, hoàn thành nhiệm vụ chính của mình với tư cách là Vương hậu. Louis đã ở bên cạnh María Teresa trong suốt quá trình sinh con khó khăn, và chăm sóc hỗ trợ vương hậu một cách chu đáo, nhưng ngay sau đó lại quay trở về với tình nhân La Valliere.

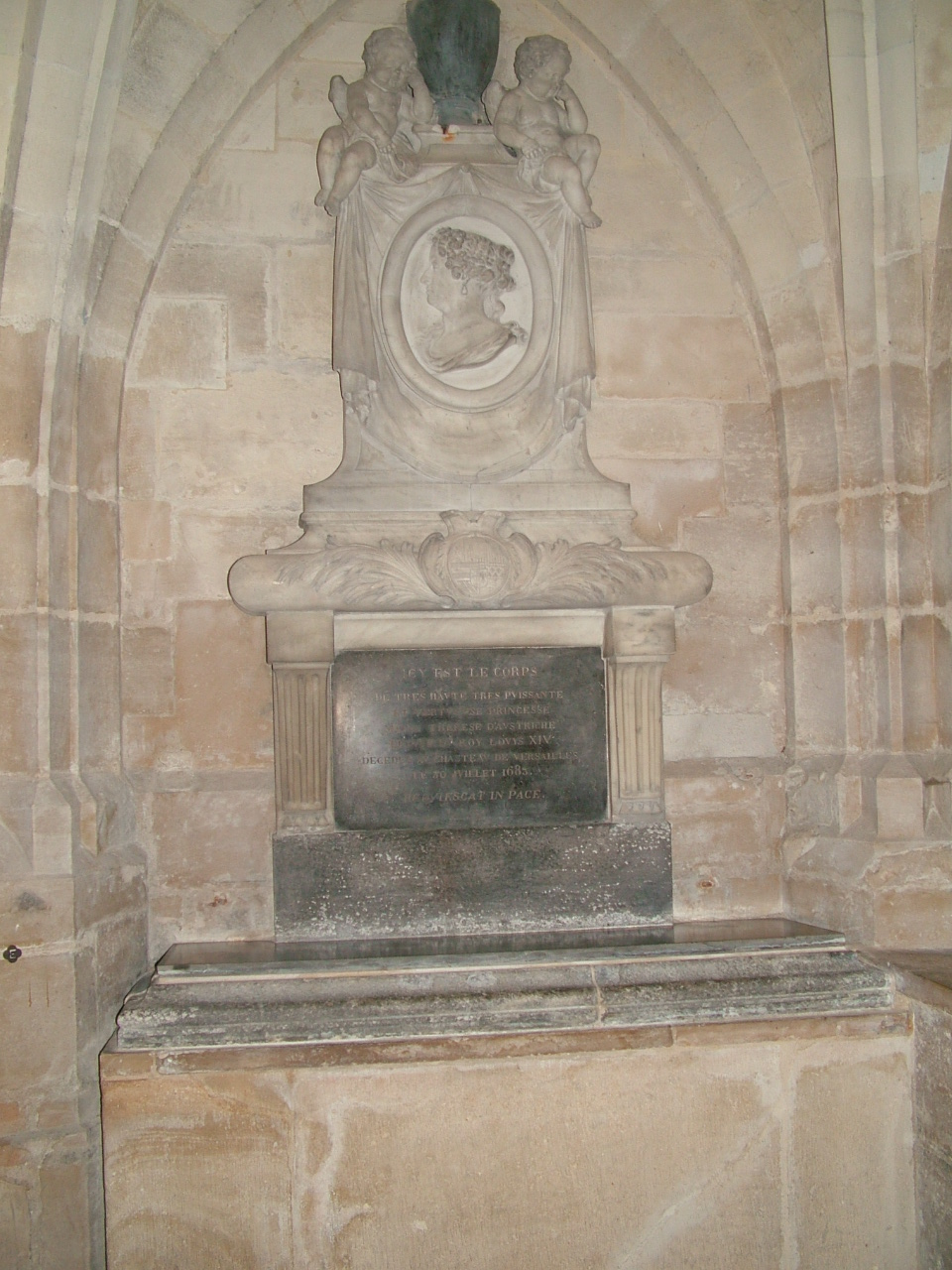
Nơi chôn cất María Teresa tại Vương cung thánh đường Thánh Denis, nơi chôn cất của hầu hết các vị vua nước Pháp

María Teresa gặp khó khăn trong việc thích nghi với cuộc sống tại triều đình Pháp, và thường phải vật lộn để hiểu được thú vui và khiếu hài hước của người Pháp. María Teresa trở nên quấn quýt với dì của mình là Thái hậu Ana, người mà bà trìu mến gọi là tia. Là người sùng đạo, María Teresa thích tham dự thánh lễ dài và tổ chức các lễ hội truyền thống của Tây Ban Nha. Ngoài việc cầu nguyện, bà dành phần lớn thời gian rảnh rỗi để chơi bài và chơi cờ bạc. María Teresa không tham gia nhiều vào chính trị, mặc dù từng giữ chức nhiếp chính trong một thời gian ngắn vào năm 1667 khi Louis XIV đi xa để tham gia các chiến dịch ở biên giới.
Louis ban đầu cố gắng che giấu sự không chung thủy của mình, nhưng sự việc ngày càng lộ liễu hơn theo thời gian. María Teresa coi thường việc chồng ngoại tình với Françoise-Athénaïs, Nữ Hầu tước xứ Montespan. Louis khiển trách Madame de Montespan khi hành vi tại triều đình quá coi thường địa vị của vương hậu, nhưng thường thể hiện sự chiều chuộng đối với Madame de Montespan vượt xa cách đối xử với María Teresa. Sau đó, Madame de Maintenon, nữ quan của những người con ngoài giá thú giữa Madame de Montespan và Louis XIV, đã đến thay thế vị trí tình nhân của nhà vua. Lúc đầu, Madame de Maintenon chống lại những lời tán tỉnh của Louis, và khuyến khích nhà vua dành nhiều sự quan tâm hơn cho người vợ đã bị bỏ bê từ lâu, sự chu đáo mà María Teresa đáp lại bằng sự nồng nhiệt dành cho bà. Sau khi María Teresa qua đời, Maintenon trở thành người vợ bí mật của nhà vua. Có tin đồn rằng María Teresa có một người con gái ngoài giá thú là Louise Marie Thérèse (Nữ tu đen xứ Moret).

### Qua đời
Vào tháng 7 năm 1683, María Teresa bị áp xe ở nách và lên cơn sốt. Bác sĩ của María Teresa là Guy-Crescent Fagon đã nhất quyết lấy máu cho vương hậu bất chấp sự phản đối, và bà qua đời trong đau đớn vào ngày 30 tháng 7 năm 1683. Khi María Teresa qua đời, Louis XIV đã nói rằng: "Đây là sự phiền muộn đầu tiên mà nàng mang đến cho ta."

## Con cái
María Teresa có 6 người con với Louis XIV, tuy nhiên chỉ có Louis, Đại Trữ quân sống sót đến tuổi trưởng thành:
1. Louis, Đại Trữ quân (1 tháng 11 năm 1661 – 14 tháng 4 năm 1711) kết hôn với Maria Anna Victoria xứ Bayern, có con cái.[56]
2. Anne Élisabeth (18 tháng 11 năm 1662 – 30 tháng 12 năm 1662); qua đời khi còn nhỏ.[56]
3. Marie Anne (16 tháng 11 năm 1664 – 26 tháng 12 năm 1664); qua đời khi còn nhỏ.[56]
4. Marie Thérèse (2 tháng 1 năm 1667 – 1 tháng 3 năm 1672); được phong là Madame Royale, qua đời khi mới năm tuổi.[56]
5. Philippe Charles (5 tháng 8 năm 1668 – 10 tháng 7 năm 1671); được phong là Công tước xứ Anjou, qua đời khi mới hai tuổi.[56]
6. Louis François (14 tháng 6 năm 1672 – 4 tháng 11 năm 1672); được phong là Công tước xứ Anjou, qua đời khi còn nhỏ.[56]

## Tổ tiên
| \| \| \| \| \| \| \| \| \| \| \| 8. Felipe II của Tây Ban Nha \| \| \| \| \| \| \| \| \| \| \| \| \| \| \| \| \| \| \| \| \| \| \| \| \| \| \| \| \| \| \| \| \| \| \| \| \| \| \| \| \| \| \| \| \| \| \| \| \| \| \| 4. Felipe III của Tây Ban Nha \| \| \| \| \| \| \| \| \| \| \| \| \| \| \| \| \| \| \| \| \| \| \| \| \| \| \| \| \| \| \| \| \| \| \| \| \| \| \| \| \| \| \| \| \| \| \| \| \| \| \| \| \| \| \| \| \| \| \| \| 9. Anna của Áo \| \| \| \| \| \| \| \| \| \| \| \| \| \| \| \| \| \| \| \| \| \| \| \| \| \| \| \| \| \| \| \| \| \| \| \| \| \| \| \| \| \| \| \| \| \| \| \| \| \| \| \| \| \| \| \| \| \| \| \| 2. Felipe IV của Tây Ban Nha \| \| \| \| \| \| \| \| \| \| \| \| \| \| \| \| \| \| \| \| \| \| \| \| \| \| \| \| \| \| \| \| \| \| \| \| \| \| \| \| \| \| \| \| \| \| \| \| \| \| \| \| \| \| \| \| \| \| \| \| 10. Karl II của Nội Áo \| \| \| \| \| \| \| \| \| \| \| \| \| \| \| \| \| \| \| \| \| \| \| \| \| \| \| \| \| \| \| \| \| \| \| \| \| \| \| \| \| \| \| \| \| \| \| \| \| \| \| \| \| \| \| \| \| \| \| \| 5. Margarete của Áo \| \| \| \| \| \| \| \| \| \| \| \| \| \| \| \| \| \| \| \| \| \| \| \| \| \| \| \| \| \| \| \| \| \| \| \| \| \| \| \| \| \| \| \| \| \| \| \| \| \| \| \| \| \| \| \| \| \| \| \| 11. Maria Anna xứ Bayern \| \| \| \| \| \| \| \| \| \| \| \| \| \| \| \| \| \| \| \| \| \| \| \| \| \| \| \| \| \| \| \| \| \| \| \| \| \| \| \| \| \| \| \| \| \| \| \| \| \| \| \| \| \| \| \| \| \| \| \| 1. María Teresa của Tây Ban Nha \| \| \| \| \| \| \| \| \| \| \| \| \| \| \| \| \| \| \| \| \| \| \| \| \| \| \| \| \| \| \| \| \| \| \| \| \| \| \| \| \| \| \| \| \| \| \| \| \| \| \| \| \| \| \| \| \| \| \| \| 12. Antoine của Navarra \| \| \| \| \| \| \| \| \| \| \| \| \| \| \| \| \| \| \| \| \| \| \| \| \| \| \| \| \| \| \| \| \| \| \| \| \| \| \| \| \| \| \| \| \| \| \| \| \| \| \| \| \| \| \| \| \| \| \| \| 6. Henri IV của Pháp \| \| \| \| \| \| \| \| \| \| \| \| \| \| \| \| \| \| \| \| \| \| \| \| \| \| \| \| \| \| \| \| \| \| \| \| \| \| \| \| \| \| \| \| \| \| \| \| \| \| \| \| \| \| \| \| \| \| \| \| 13. Juana III của Navarra \| \| \| \| \| \| \| \| \| \| \| \| \| \| \| \| \| \| \| \| \| \| \| \| \| \| \| \| \| \| \| \| \| \| \| \| \| \| \| \| \| \| \| \| \| \| \| \| \| \| \| \| \| \| \| \| \| \| \| \| 3. Élisabeth của Pháp \| \| \| \| \| \| \| \| \| \| \| \| \| \| \| \| \| \| \| \| \| \| \| \| \| \| \| \| \| \| \| \| \| \| \| \| \| \| \| \| \| \| \| \| \| \| \| \| \| \| \| \| \| \| \| \| \| \| \| \| 14. Francesco I de' Medici \| \| \| \| \| \| \| \| \| \| \| \| \| \| \| \| \| \| \| \| \| \| \| \| \| \| \| \| \| \| \| \| \| \| \| \| \| \| \| \| \| \| \| \| \| \| \| \| \| \| \| \| \| \| \| \| \| \| \| \| 7. Marie de' Medici \| \| \| \| \| \| \| \| \| \| \| \| \| \| \| \| \| \| \| \| \| \| \| \| \| \| \| \| \| \| \| \| \| \| \| \| \| \| \| \| \| \| \| \| \| \| \| \| \| \| \| \| \| \| \| \| \| \| \| \| 15. Johanna của Áo \| \| \| \| \| \| \| \| \| \| \| \| \| \| \| \| \| \| \| \| \| \| \| \| \| \| \| \| \| \| \| \| \| \| \| \| \| \| \| \| \| \| \| |                                 |  |  |  |  |  |  |  |  |                              |  |  |  |
| |                                 |  |  |  |  |  |  |  |  | 8. Felipe II của Tây Ban Nha |  |  |  |
| |                                 |  |  |  |  |  |  |  |  |                              |  |  |  |
| |                                 |  |  |  |  |  |  |  |  |                              |  |  |  |
| |                                 |  |  |  |  |  |  |  |  |                              |  |  |  |
| | 4. Felipe III của Tây Ban Nha   |  |  |  |  |  |  |  |  |                              |  |  |  |
| |                                 |  |  |  |  |  |  |  |  |                              |  |  |  |
| |                                 |  |  |  |  |  |  |  |  |                              |  |  |  |
| |                                 |  |  |  |  |  |  |  |  |                              |  |  |  |
| | 9. Anna của Áo                  |  |  |  |  |  |  |  |  |                              |  |  |  |
| |                                 |  |  |  |  |  |  |  |  |                              |  |  |  |
| |                                 |  |  |  |  |  |  |  |  |                              |  |  |  |
| |                                 |  |  |  |  |  |  |  |  |                              |  |  |  |
| | 2. Felipe IV của Tây Ban Nha    |  |  |  |  |  |  |  |  |                              |  |  |  |
| |                                 |  |  |  |  |  |  |  |  |                              |  |  |  |
| |                                 |  |  |  |  |  |  |  |  |                              |  |  |  |
| |                                 |  |  |  |  |  |  |  |  |                              |  |  |  |
| | 10. Karl II của Nội Áo          |  |  |  |  |  |  |  |  |                              |  |  |  |
| |                                 |  |  |  |  |  |  |  |  |                              |  |  |  |
| |                                 |  |  |  |  |  |  |  |  |                              |  |  |  |
| |                                 |  |  |  |  |  |  |  |  |                              |  |  |  |
| | 5. Margarete của Áo             |  |  |  |  |  |  |  |  |                              |  |  |  |
| |                                 |  |  |  |  |  |  |  |  |                              |  |  |  |
| |                                 |  |  |  |  |  |  |  |  |                              |  |  |  |
| |                                 |  |  |  |  |  |  |  |  |                              |  |  |  |
| | 11. Maria Anna xứ Bayern        |  |  |  |  |  |  |  |  |                              |  |  |  |
| |                                 |  |  |  |  |  |  |  |  |                              |  |  |  |
| |                                 |  |  |  |  |  |  |  |  |                              |  |  |  |
| |                                 |  |  |  |  |  |  |  |  |                              |  |  |  |
| | 1. María Teresa của Tây Ban Nha |  |  |  |  |  |  |  |  |                              |  |  |  |
| |                                 |  |  |  |  |  |  |  |  |                              |  |  |  |
| |                                 |  |  |  |  |  |  |  |  |                              |  |  |  |
| |                                 |  |  |  |  |  |  |  |  |                              |  |  |  |
| | 12. Antoine của Navarra         |  |  |  |  |  |  |  |  |                              |  |  |  |
| |                                 |  |  |  |  |  |  |  |  |                              |  |  |  |
| |                                 |  |  |  |  |  |  |  |  |                              |  |  |  |
| |                                 |  |  |  |  |  |  |  |  |                              |  |  |  |
| | 6. Henri IV của Pháp            |  |  |  |  |  |  |  |  |                              |  |  |  |
| |                                 |  |  |  |  |  |  |  |  |                              |  |  |  |
| |                                 |  |  |  |  |  |  |  |  |                              |  |  |  |
| |                                 |  |  |  |  |  |  |  |  |                              |  |  |  |
| | 13. Juana III của Navarra       |  |  |  |  |  |  |  |  |                              |  |  |  |
| |                                 |  |  |  |  |  |  |  |  |                              |  |  |  |
| |                                 |  |  |  |  |  |  |  |  |                              |  |  |  |
| |                                 |  |  |  |  |  |  |  |  |                              |  |  |  |
| | 3. Élisabeth của Pháp           |  |  |  |  |  |  |  |  |                              |  |  |  |
| |                                 |  |  |  |  |  |  |  |  |                              |  |  |  |
| |                                 |  |  |  |  |  |  |  |  |                              |  |  |  |
| |                                 |  |  |  |  |  |  |  |  |                              |  |  |  |
| | 14. Francesco I de' Medici      |  |  |  |  |  |  |  |  |                              |  |  |  |
| |                                 |  |  |  |  |  |  |  |  |                              |  |  |  |
| |                                 |  |  |  |  |  |  |  |  |                              |  |  |  |
| |                                 |  |  |  |  |  |  |  |  |                              |  |  |  |
| | 7. Marie de' Medici             |  |  |  |  |  |  |  |  |                              |  |  |  |
| |                                 |  |  |  |  |  |  |  |  |                              |  |  |  |
| |                                 |  |  |  |  |  |  |  |  |                              |  |  |  |
| |                                 |  |  |  |  |  |  |  |  |                              |  |  |  |
| | 15. Johanna của Áo              |  |  |  |  |  |  |  |  |                              |  |  |  |
| |                                 |  |  |  |  |  |  |  |  |                              |  |  |  |
| |                                 |  |  |  |  |  |  |  |  |                              |  |  |  |